# Euglenes nitidifrons
Euglenes nitidifrons is een keversoort uit de familie schijnsnoerhalskevers (Aderidae). De wetenschappelijke naam van de soort werd in 1886 gepubliceerd door Carl Gustaf Thomson.